# Trithemis stictica
Trithemis stictica är en trollsländeart som först beskrevs av Hermann Burmeister 1839.  Trithemis stictica ingår i släktet Trithemis och familjen segeltrollsländor. IUCN kategoriserar arten globalt som livskraftig. Inga underarter finns listade i Catalogue of Life.

## Bildgalleri

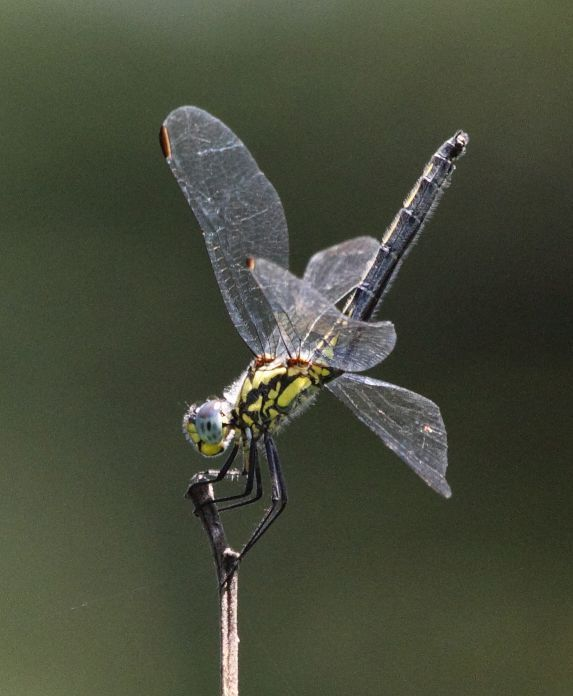